# Tursiops truncatus
Il tursìope (Tursiops truncatus, Montagu, 1821) è un cetaceo odontoceto appartenente alla famiglia dei Delfinidi. È una delle poche specie di delfinidi che sopportano la cattività; a causa di ciò è il più studiato e il più comune nei delfinari. È diffuso in tutti i mari del mondo, ad eccezione delle zone artiche ed antartiche. Ne esistono due popolazioni distinte, una costiera ed una di mare aperto. Si nutre principalmente di pesci che cattura utilizzando l'ecolocalizzazione. Raggiunge la maturità sessuale intorno ai 12 anni. Le femmine partoriscono un solo piccolo. Vive generalmente in branchi formati dalle femmine ed i piccoli, mentre i maschi possono formare delle associazioni chiamate "alleanze". A causa dell'influenza dei media, è diventato il delfino per antonomasia.

## Descrizione
Ha circa 100-120 denti tutti uguali che vengono usati solo per afferrare la preda che viene ingoiata intera facendola scivolare sulla lingua. Come risultato di una convergenza evolutiva, i tursiopi presentano un corpo fusiforme simile a quello dei pesci che assicura loro una grande idrodinamicità, riducendo l'attrito con l'acqua. Come tutti i Cetacei, i tursiopi sono quasi completamente privi di peli.
I tursiopi pelagici hanno corpo più grande e robusto rispetto a quelli costieri e presentano differenze anche nella composizione dell'emoglobina del sangue. Queste differenze sembrano essere dovute al fatto che i tursiopi pelagici compiono immersioni più profonde rispetto a quelli costieri.
La colorazione è pressoché identica in entrambe le popolazioni e appare di colore grigio con varie sfumature sul dorso e bianco sul ventre. Sui fianchi il grigio diviene più chiaro. Questa colorazione fa sì che i delfini siano difficilmente identificabili se osservati dal basso o dall'alto.
Sul capo è presente un melone pronunciato e la mascella e la mandibola allungate formano un rostro corto e tozzo, lungo circa 8 cm. L'aggettivo truncatus (latino: troncato) si riferisce alla conformazione del rostro. Il muso è caratterizzato dalla presenza di una specie di "sorriso" dovuto al fatto che le mascelle non sono mobili. Sulla porzione apicale del capo è presente lo sfiatatoio attraverso il quale viene espulsa l'aria respirata; l'apertura e chiusura sono dovute alla presenza di muscolatura volontaria. Quando lo sfiatatoio è aperto, è possibile osservare il setto nasale.
La pinna dorsale, di forma triangolare e ricurva, è alta circa 23 cm mentre le pinne pettorali, chiamate flipper, sono lunghe circa 30–50 cm. La pinna caudale, suddivisa in due lobi, è larga circa 60 cm. Pinna dorsale e pinna caudale sono entrambe costituite da tessuto connettivo, e al loro interno non sono presenti né ossa né muscoli. Le pinne pettorali invece, presentano delle ossa omologhe a quelle dei Mammiferi terrestri da cui i Cetacei si sono evoluti circa 50 milioni di anni fa. Recentemente è stato scoperto in Giappone un tursiope con un paio addizionale di pinne pettorali poste vicino alla coda, aventi la dimensione di un paio di mani umane.
Sono presenti da 18 a 26 paia di denti conici su ogni mascella.

Comparazione delle dimensioni di un tursiope e di un essere umano.

### Dimensioni
- Taglia: da 2,5 a 3,8 metri di lunghezza[10]
- Peso: fino a 650 kg[10]

### Riconoscimento in mare
Non è una specie particolarmente facile da identificare. Può essere confuso con il delfino comune e con la stenella striata, altri due cetacei che non superano i 4 m. Essi possono essere distinti grazie alla colorazione; il tursiope infatti non presenta striature bianche sui fianchi. Le stenelle sono inoltre mediamente più piccole.
Può essere confuso con la specie costiera Sotalia guianensis nel sud dell'oceano Atlantico.
I ricercatori, per effettuare gli studi su questi animali e poterli riconoscere facilmente utilizzano la tecnica della fotoidentificazione, che consiste nel fotografare la pinna dorsale dei Cetacei ed annotare poi le informazioni riguardanti la presenza su di essa di cicatrici o altri segni distintivi.

## Biologia

### Comportamento

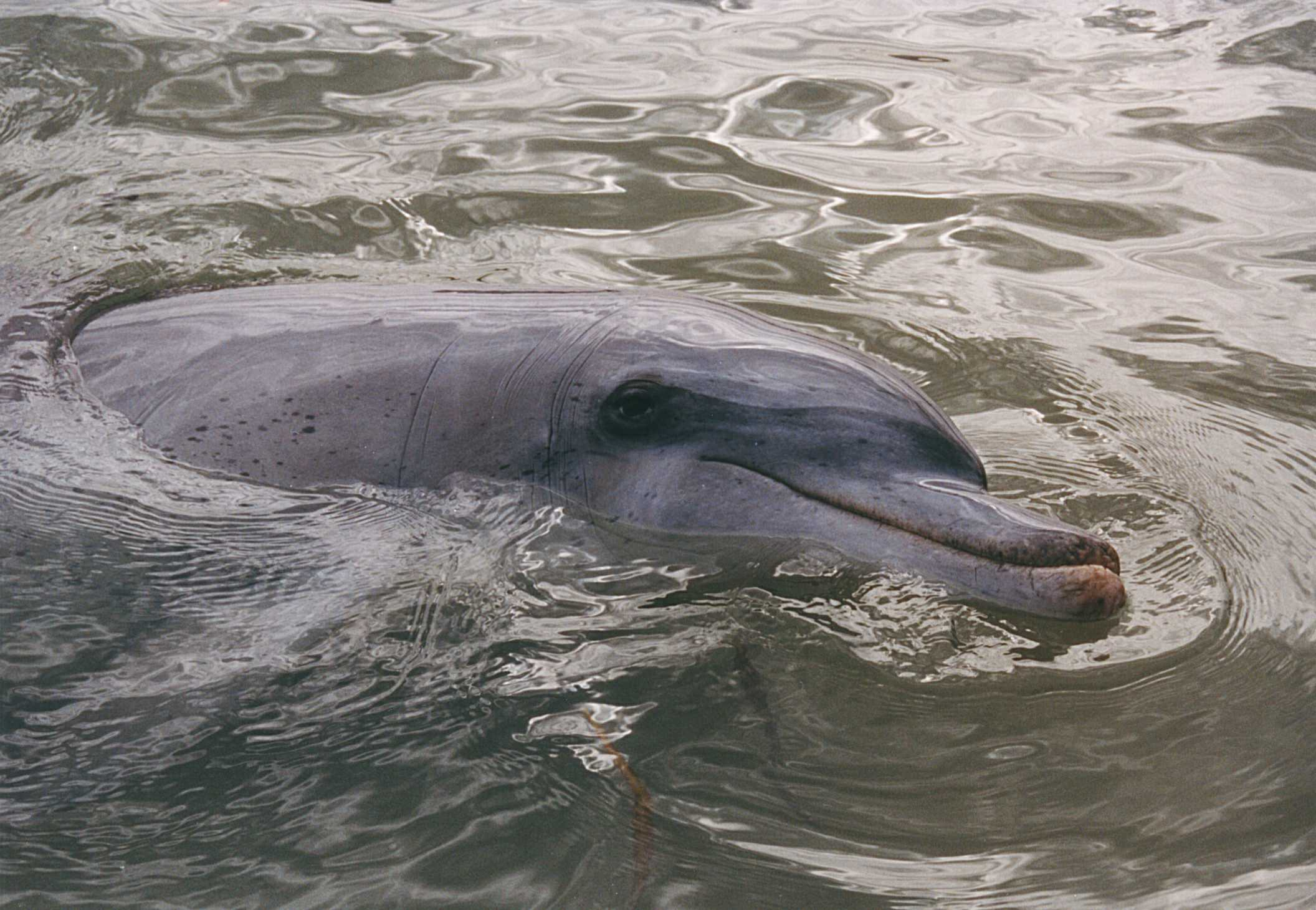
Tursiope (Monkey Mia, Australia Occidentale)

I tursiopi sono animali sociali, vivono in branchi chiamati pod e composti generalmente da 2-6 individui. Tuttavia non è raro osservare individui solitari, generalmente maschi. Infatti i pod sono costituiti da un gruppo di femmine con i loro piccoli e i maschi vi si uniscono solo per un breve tempo. Alcuni tursiopi vivono insieme ad altre specie di Cetacei.
Studi effettuati da Wells in Sarasota, Florida, e da Smolker nella Shark Bay, Australia, hanno mostrato come le femmine della comunità sono collegate o direttamente o attraverso delle associazioni mutuali secondo uno schema sociale di "fissione-fusione". Gruppi di associazioni più forti sono chiamati "bande" e la loro composizione può rimanere stabile per anni. Ci sono prove genetiche che i membri delle bande possono essere imparentati, ma queste bande non sono necessariamente limitate ad una singola linea matriarcale. Le femmine si associano principalmente per la protezione dei piccoli da predatori e conspecifici e non ci sono prove che le bande competano le une con le altre.
Nelle stesse aree di ricerca, così come a Moray Firth in Scozia, i maschi formano forti associazioni di due o tre individui. Questi gruppi di maschi sono noti come "alleanze" e i membri di esse mostrano dei comportamenti, come respirazione, salti e breaching, sincronizzati. La composizione dell'alleanza è stabile per decine di anni e può portare dei benefici nella ricerca delle femmine per l'accoppiamento. Una volta trovata la femmina, i maschi la circondano o la inseguono, e non sono rari i casi di aggressione nei suoi confronti. Connor riferisce che le alleanze possono unirsi temporaneamente ad altre alleanze, formando delle "super-alleanze" o "alleanze di secondo ordine" principalmente con lo scopo di ottenere femmine che sono insidiate da altre alleanze. Per esempio, l'alleanza A è costituita da due individui, la B da tre e la C anch'essa da tre individui. Tutte e tre le alleanze competono per la stessa femmina, così la formazione della super-alleanza tra A e B, formata da cinque individui dà un vantaggio numerico nella competizione con la C, formata da soli tre individui.
Ricercatori dell'Istituto per la ricerca applicata sui delfini - BDRI hanno invece dimostrato come la struttura sociale dei tursiopi residenti nella costa nordorientale della Sardegna varia in funzione del comportamento trofico e del bisogno di collaborare tra loro. La distribuzione e presenza dei tursiopi è stata correlata all'alimentazione di tipo opportunistico nelle vicinanze di un allevamento ittico che ha provocato dei cambiamenti nella distribuzione e concentrazione delle prede facilitando così l'alimentazione dei tursiopi e rendendo inutile la cooperazione per la caccia.
In queste condizioni le associazioni non variano in funzione del sesso degli individui, ma in relazione al comportamento trofico. È stato dimostrato come i delfini si associno, indipendentemente dal sesso, con esemplari con cui condividono le stesse preferenze alimentari. Gli impianti di acquacoltura quindi sono in grado di interferire nei comportamenti e nella struttura sociale di questi mammiferi.
Sono in grado di compiere delle acrobazie fuori dall'acqua, il cui significato non è ancora chiaro. Tra queste le più comuni sono:
- leaping: saltare completamente fuori dall'acqua[14];
- tailspinning: "camminare" all'indietro sull'acqua utilizzando la coda come perno;
- Lobtailing: sbattere la pinna caudale sulla superficie dell'acqua[16];
- bow: saltare verticalmente completamente fuori dall'acqua.
- bowriding: nuotare sulle onde lasciate dalla prua delle imbarcazioni[16];
- breaching: effettuare dei "tuffi" fuori dall'acqua[16].

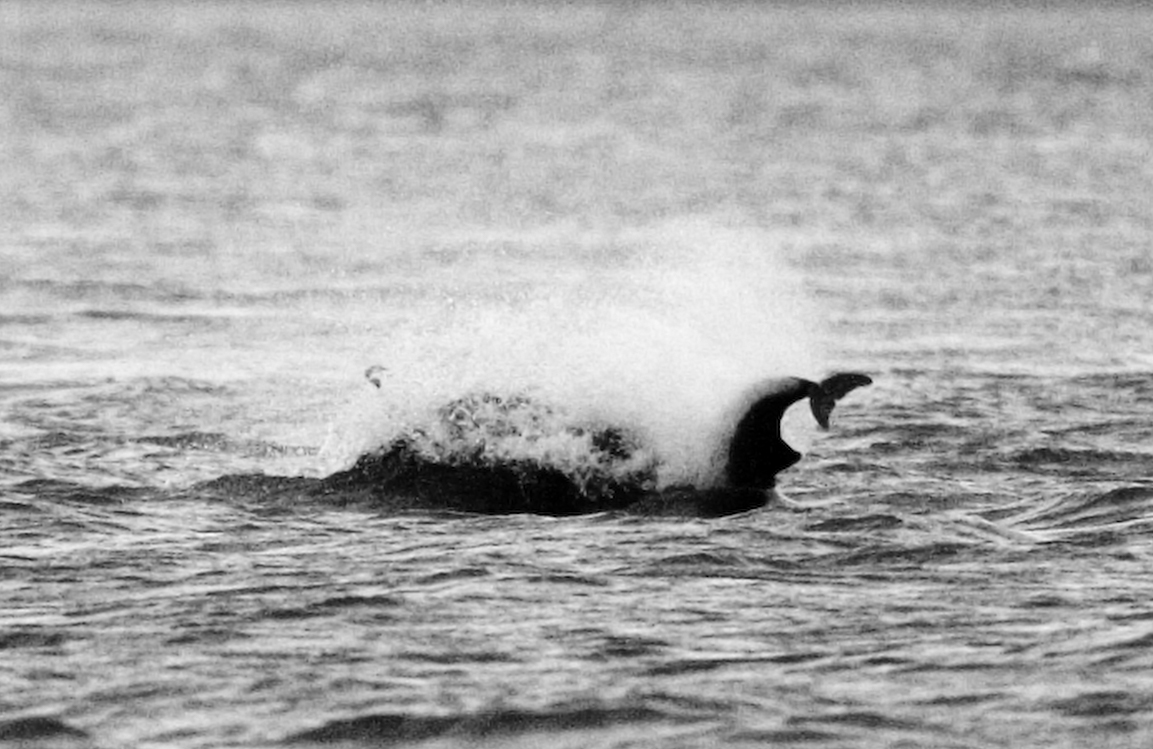
Focena attaccata e uccisa da un tursiope. Scozia, maggio 2005

Sono animali predatori e spesso mostrano dei comportamenti aggressivi che comprendono combattimenti tra maschi per le femmine e aggressioni nei confronti di altri piccoli delfini. La popolazione che vive in Scozia pratica l'infanticidio e ricerche svolte dall'Università di Aberdeen hanno dimostrato che i tursiopi uccidono le focene (Phocoena phocoena) non per cibarsene, ma per ridurre la competizione per il cibo.

#### Produzione di suoni e organi sensoriali
Senza dubbio il senso più sviluppato dei tursiopi è l'udito, unito alla grande capacità di emettere suoni di frequenze diverse, divisi in tre categorie:
- Click, costituiti da una serie di suoni ad alta frequenza
- Fischi (Whistles)
- Scricchiolii (Barks), simili all'abbaiare dei cani.

I click sono utilizzati per l'ecolocalizzazione, mentre gli altri suoni per la comunicazione. Ogni tursiope ha un suo fischio caratteristico, una sorta di "firma" (signature whistle), che lo rende identificabile immediatamente dai suoi conspecifici. Sono privi di corde vocali, per cui si ritiene che i suoni a bassa frequenza vengano generati mediante la laringe e per mezzo di sei sacche aeree poste vicino allo sfiatatoio.
Poiché il suono si propaga meglio in acqua che in aria i tursiopi, come tutti i Cetacei, sono privi dei padiglioni auricolari. Questo consente loro di avere una maggiore idrodinamicità. L'orecchio interno è inserito in un osso separato dal cranio mentre l'orecchio medio è altamente vascolarizzato. Quando il cetaceo si immerge, questo tessuto lo aiuta a compensare la pressione subacquea e ad evitare quindi lesioni al timpano.
Gli occhi sono posti ai lati della testa ed in essi è presente il tapetum lucidum che li aiuta a vedere in presenza di poca luce. Le pupille consentono ai tursiopi di poter vedere bene sia in acqua sia in aria, malgrado la differente densità dei due mezzi. La retina presenta sia coni sia bastoncelli e questo indica che probabilmente i delfini riescano a vedere i colori. Nell'occhio è presente una ghiandola analoga alla ghiandola lacrimale dei mammiferi terrestri che produce delle secrezioni oculari simili alle lacrime. Le secrezioni hanno il compito di proteggere la cornea dalle infezioni batteriche e di aumentarne l'idrodinamicità. I valori di pH, osmolalità e contenuto di glucosio delle secrezioni oculari sono superiori a quelli delle lacrime mentre risultano inferiori i valori di lisozima e colesterolo totale. Pressoché uguale è invece la composizione proteica. La vista dei tursiopi non è binoculare, ma ogni occhio si muove indipendentemente dall'altro. Sono tuttavia presenti alcune aree di sovrapposizione.
Visto che lo sfiatatoio, omologo del naso, viene chiuso quando l'animale è in immersione e viene aperto da muscolatura volontaria per respirare in superficie, il senso dell'olfatto è poco sviluppato. I nervi olfattivi, così come il lobo olfattivo nell'encefalo, sono assenti.
Il senso del gusto non è ancora stato ben studiato, sebbene sia stato dimostrato che i delfini siano in grado di riconoscere il salato, il dolce, l'amaro e l'aspro, essendo presenti le papille gustative. Secondo Barros ed Odell i tursiopi hanno delle preferenze alimentari nei confronti di certi tipi di pesci.
Studi condotti da Herman e Tavolga nel 1988 su basi anatomiche e comportamentali, hanno portato a credere che il senso del tatto sia ben sviluppato e che i delfini rispondano ad un ampio spettro di sensazioni tattili. Recettori tattili sono abbondanti sotto la pelle in prossimità degli occhi e dello sfiatatoio, sul rostro, intorno alla zona genitale e sui capezzoli.

#### Ecolocalizzazione

Animazione dell'ecolocalizzazione di un delfino

I tursiopi sono in grado di riconoscere gli ostacoli e di ricercare il cibo per mezzo dell'ecolocalizzazione. Quando le onde sonore prodotte dall'animale, i click, raggiungono un ostacolo o una preda, rimbalzano e tornano indietro. I click sono prodotti da tre sacche aeree poste sulla testa. L'aria, per la contrazione dei muscoli dello sfiatatoio passa prima nella sacca superiore, poi in quella intermedia e infine in quella inferiore, producendo uno schiocco che viene poi amplificato dal melone, una massa di tessuto adiposo presente sulla testa. L'eco di ritorno viene captata dal delfino mediante la mascella inferiore e viene trasferito attraverso una sorta di olio fino all'orecchio interno.

### Alimentazione
È una specie opportunista, nutrendosi principalmente di Pesci (acciughe, sgombri, cefali, etc.) e Cefalopodi, in particolare specie costiere (calamari, seppie e polpi), ma non disdegna all'occorrenza i crostacei. Studi effettuati sui contenuti stomacali hanno evidenziato come nel Mediterraneo i Tursiopi si nutrano principalmente di naselli, pesci sciabola, gronghi e calamari. I denti conici sono utilizzati per afferrare il cibo, non per masticarlo.
Spesso i tursiopi cooperano tra di loro per cacciare e sono note anche cooperazioni tra delfini e pescatori. Inoltre frequentemente i tursiopi seguono i pescherecci per nutrirsi degli scarti o delle perdite dei pescatori.
Una particolare tecnica di caccia utilizzata da alcuni tursiopi è la strand-feeding o beach hunting, una tattica simile a quella usata dalle orche: i delfini radunano prima i pesci verso le coste sabbiose, nuotando paralleli ad esse, poi li spingono sulla sabbia e se ne nutrono spiaggiandosi parzialmente o completamente. Infine tornano al mare, con un movimento ad U. La strand-feeding è una tecnica piuttosto pericolosa, per questo viene praticata generalmente nei periodi di alta marea. Può essere praticata da individui solitari o da gruppi di delfini che collaborano per la cattura dei pesci. È un comportamento che si sviluppa solo nei tursiopi nati da altri beach-hunters, ma studi effettuati sul DNA mitocondriale hanno portato ad escludere una trasmissione genetica di questa tecnica di caccia, per cui si pensa che i delfini la imparino osservando le loro madri.

### Predatori
Grandi specie di squali, quali lo squalo tigre (Galeocerdo cuvier), lo squalo bianco (Carcharodon carcharias) e lo squalo leuca (Carcharhinus leucas) predano i tursiopi. Questo avviene soprattutto nella Shark Bay, dove nel corso di una ricerca è stato osservato come il 74% dei delfini adulti oggetto dell'indagine presentassero delle cicatrici dovute ad attacchi di squali.
Alcune orche si nutrono dei delfini, ma questo sembra essere piuttosto raro. Infatti mentre alcune orche che si nutrono di altri mammiferi predano i delfini, altre sono state osservate nuotare insieme ai delfini. Nuotare in branco permette ai delfini di meglio difendersi dai predatori, inoltre essi usano delle complesse strategie evasive per sfuggirgli. I tursiopi aiutano i loro simili feriti tenendoli fuori dall'acqua per respirare, un comportamento talvolta osservato anche nei confronti di subacquei in difficoltà.

### Riproduzione

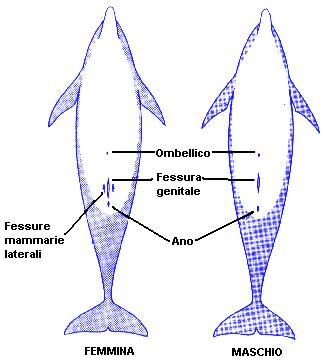
Organi sessuali del tursiope

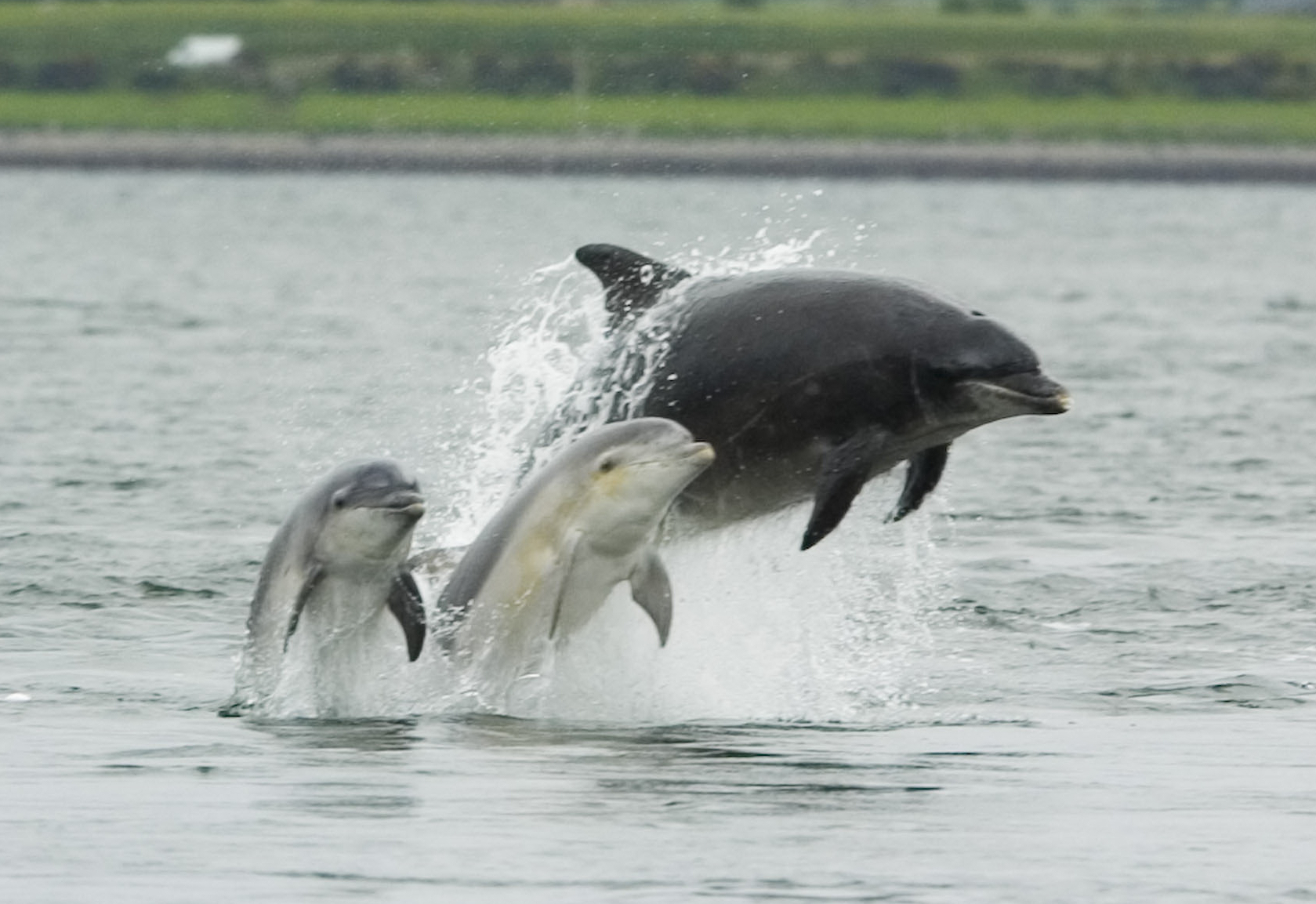
Un tursiope con due piccoli

I maschi presentano due aperture nella parte inferiore del corpo, una nasconde il pene e l'altra costituisce l'ano. La femmina invece presenta una sola apertura genitale, che accoglie sia la vagina sia l'ano. Di fianco ad ogni lato dell'apertura genitale, sono presenti le fessure mammarie laterali che nascondono le ghiandole mammarie per l'allattamento dei piccoli.
Le femmine dei tursiopi raggiungono la maturità sessuale intorno ai 6-12 anni, mentre i maschi intorno ai 10-13 anni.
La gestazione dura 12 mesi e le nascite avvengono in estate. I tursiopi partoriscono di norma un solo piccolo, lungo circa 1 m, che resterà in contatto con la madre per circa 6 anni. Lo svezzamento completo avviene dopo circa 18 mesi e comunque termina prima della nascita di un secondo piccolo. Nei tursiopi si assiste al fenomeno del babysitting: i piccoli vengono accuditi da una sola femmina, mentre le altre madri vanno a caccia. Si riproducono ogni 2 o 3 anni, cambiando ogni volta partner, ma se il primo piccolo muore alla nascita, la femmina può riprodursi dopo un anno.
Come in tutti i Cetacei, i piccoli nascono dalla coda e sono già in grado di nuotare per seguire la madre che dopo la nascita accompagna il piccolo verso la superficie per farlo respirare e in questa operazione talvolta è coadiuvata da altre femmine, generalmente imparentate con lei e che sono state chiamate "zie" (Herman e Tavolda, 1988).
Durante la stagione degli amori, i maschi combattono tra di loro per le femmine e di solito stabiliscono una gerarchia basata sulla taglia. Le coppie si formano quando un maschio mostra una certa preferenza nel nuotare accanto ad una femmina e resta con lei per un dato periodo di tempo. Successivamente, il maschio si pone di fronte alla femmina arcuando la parte posteriore del corpo, "accarezzandola" e strofinandosi su di lei. L'atto sessuale è rapido, dura circa 10-30 secondi, ma viene ripetuto diverse volte con un intervallo di qualche minuto tra ognuno e avviene sott'acqua: i delfini nuotano pancia a pancia, con la femmina che rivolge il dorso verso il basso; il maschio estende il suo pene, che viene inserito all'interno della vagina della femmina.

### Ibridi
In cattività sono nati degli ibridi da incroci tra tursiopi ed altri Delfinidi. Nel delfinario Seaworld in California vive l'ibrido nato dall'incrocio tra un tursiope e un delfino comune (Delphinus delphis). Nel Sealife Park, alle Hawaii, vivono due delfini nati dall'ibridazione di un tursiope con una Pseudorca crassidens. Questi ibridi, chiamati wholphin, sono fertili e il primo è nato nel 1985. Secondo Louis Herman sono stati osservati "wholphin" anche in natura. Diversi altri ibridi sono stati trovati in natura, come per esempio quelli nati dall'incrocio tra tursiopi e Stenella frontalis.

### Intelligenza
Il cervello dei tursiopi è piuttosto grande e raggiunge dimensioni paragonabili a quello di una scimmia antropomorfa. Come nell'uomo è costituito da due emisferi, ma presenta una corteccia più sottile, sebbene più grande del 40% e con una complessità quasi equivalente a quella degli umani. Il suo sviluppo si completa in circa 10 anni.
Tutti i mammiferi, inclusi i delfini, durante il sonno attraversano una fase detta REM. Il delfino è un respiratore volontario, anche mentre dorme, e ciò rende impossibile per i veterinari praticargli l'anestesia, che li porterebbe alla morte per asfissia. L'elettroencefalogramma ha mostrato come i delfini utilizzino solo un emisfero cerebrale alla volta per il sonno probabilmente per controllare il sistema di respirazione volontaria.
Secondo alcuni autori, la grandezza del cervello del delfino è sinonimo di intelligenza e di potenziali capacità di linguaggio, mentre secondo altri la maggior parte del cervello viene utilizzata dal tursiope per il nuoto e per l'udito.
Non esiste ad oggi una definizione universalmente accettata di cosa sia l'intelligenza, ma una comunemente usata è "l'abilità a ragionare, pianificare, risolvere problemi, pensare in modo astratto, comprendere idee complesse, imparare velocemente e imparare dall'esperienza". Alcune ricerche mostrano come i delfini riescano eccezionalmente bene in alcune di queste abilità, superando il livello di intelligenza di uno scimpanzé. Sembra inoltre che i delfini abbiano delle abilità matematiche, capacità altamente astratta.
Nel 1997 è stato descritto l'uso di utensili nei tursiopi della Shark Bay, in Australia. Un delfino attaccava sul suo rostro una spugna marina, presumibilmente per proteggere la bocca durante la ricerca del cibo nel substrato sabbioso. Questo comportamento è stato osservato solo nella Shark Bay, e mostrato quasi esclusivamente dalle femmine ed è l'unico caso conosciuto di uso di utensili nei mammiferi marini, ad eccezione delle lontre marine. Uno studio del 2005 ha dimostrato come questo comportamento venga insegnato dalle madri alle loro figlie.

## Distribuzione e habitat

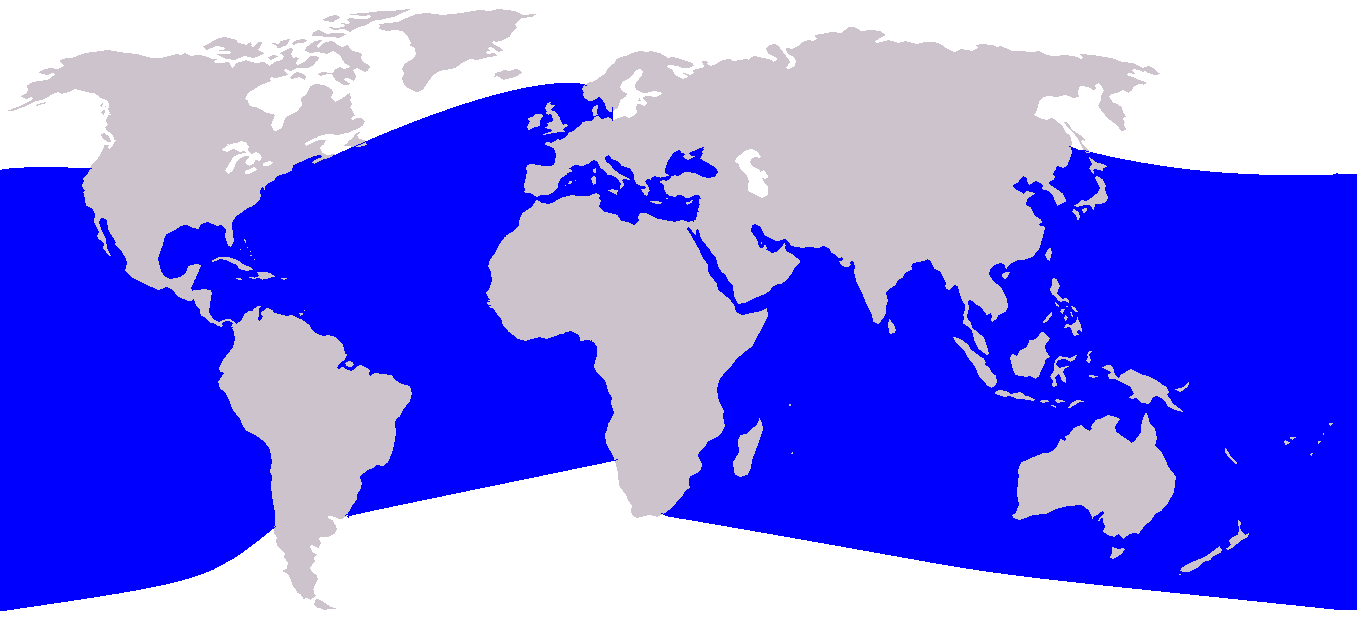
Areale del tursiope

Vive nei mari temperati e tropicali di tutto il mondo. Ne sono state censite popolazioni nell'oceano Pacifico, dove è diffuso dal Giappone alle Filippine e dal golfo di California fino alla Nuova Zelanda e al Cile; nell'oceano Atlantico, dove si trova dalla Scozia e dalla Norvegia fino alla Patagonia; nell'oceano Indiano, a partire dalla costa orientale dell'Africa fino all'Australia.
Nell'ovest dell'Atlantico è comune lungo le coste degli Stati Uniti fino al Golfo del Messico; è diffuso anche nel mar Nero e nel mar Mediterraneo, dove è il cetaceo più comune. In Italia sono frequenti lungo le coste siciliane, nell'Adriatico e in alcune porzioni del Santuario dei Cetacei. Quest'ultimo, denominato ora Santuario Pelagos, è un tratto di mare compreso tra Liguria, Toscana, Sardegna settentrionale e Francia meridionale in cui sono presenti dodici specie di cetacei, otto regolari e quattro occasionali. In quest'area marina il tursiope risulta soprattutto frequente lungo le coste della Toscana, dell'Arcipelago Toscano e della Liguria orientale.
Alcune popolazioni di tursiope vivono in ambiente pelagico, soprattutto quelle che si trovano in prossimità delle isole oceaniche, mentre altre vivono nelle zone costiere, in acque calde che non superano la profondità di 30 m. Esistono quindi due ecotipi di tursiopi. Il tursiope può compiere migrazioni che sembra siano talvolta dovute a cambiamenti nella temperatura delle acque ed all'abbondanza e distribuzione delle prede. È stato osservato come a volte le acque costiere vengano utilizzate come area di nursery.

## Evoluzione e tassonomia

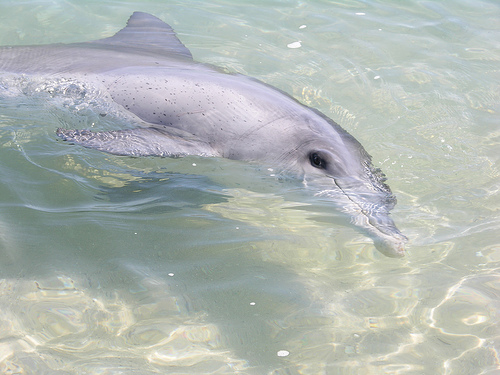
Tursiops aduncus, Monkey Mia

Come tutti i Cetacei, anche i tursiopi si sono originati da un mammifero terrestre, probabilmente appartenente all'ordine degli Artiodattili che visse nell'Eocene, circa 50 milioni di anni fa. Risale a circa 38 milioni di anni fa la comparsa del Basilosaurus, un animale molto simile alle attuali balene che era completamente acquatico. In questo animale erano ancora presenti delle piccole zampe posteriori, perse nei cetacei attuali. Nel Miocene fecero la comparsa i Kentriodontidi, antenati degli attuali delfini che erano morfologicamente molto simili ai tursiopi.
Oggi, grazie all'avvento delle moderne tecniche di biologia molecolare, gli scienziati sono sostanzialmente d'accordo sul fatto che esistano almeno due specie ascrivibili al genere Tursiops:
- T. truncatus (tursiope comune): si trova nelle acque temperate fino agli oceani tropicali. Colore blu con una linea scura che corre dal rostro allo sfiatatoio.
- T. aduncus (tursiope indo-pacifico[10]): vive nelle acque attorno ad India, Australia e Cina meridionale; presenta il dorso di colore grigio scuro e la parte ventrale bianca con macchie grigie.

Recenti prove genetiche suggeriscono che il tursiope indo-pacifico debba essere ascritto al genere Stenella, essendo più vicino alla stenella maculata atlantica (Stenella frontalis) che al T. truncatus. La questione è comunque tuttora controversa e alcuni scienziati, come LeDuc e Curry sostengono che il genere Tursiops abbia bisogno di una sostanziale revisione.
Le seguenti sono invece riconosciute come sottospecie di T. truncatus:
- T. truncatus truncatus
- T. truncatus gillii
- T. truncatus gephyreus (talvolta considerata una specie distinta T. gephyreus)
- T. truncatus ponticus

## Conservazione

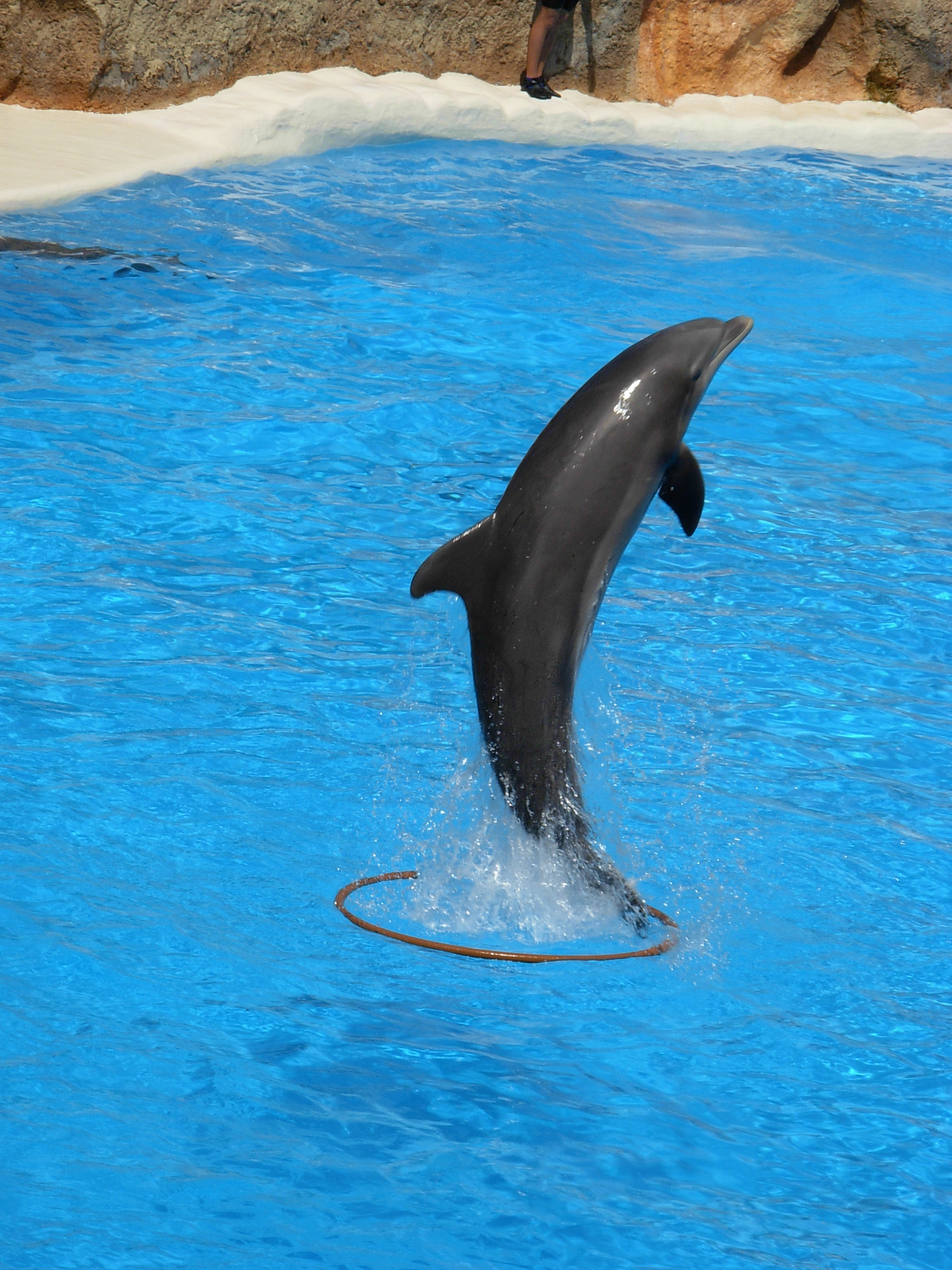
Tursiope in un delfinario

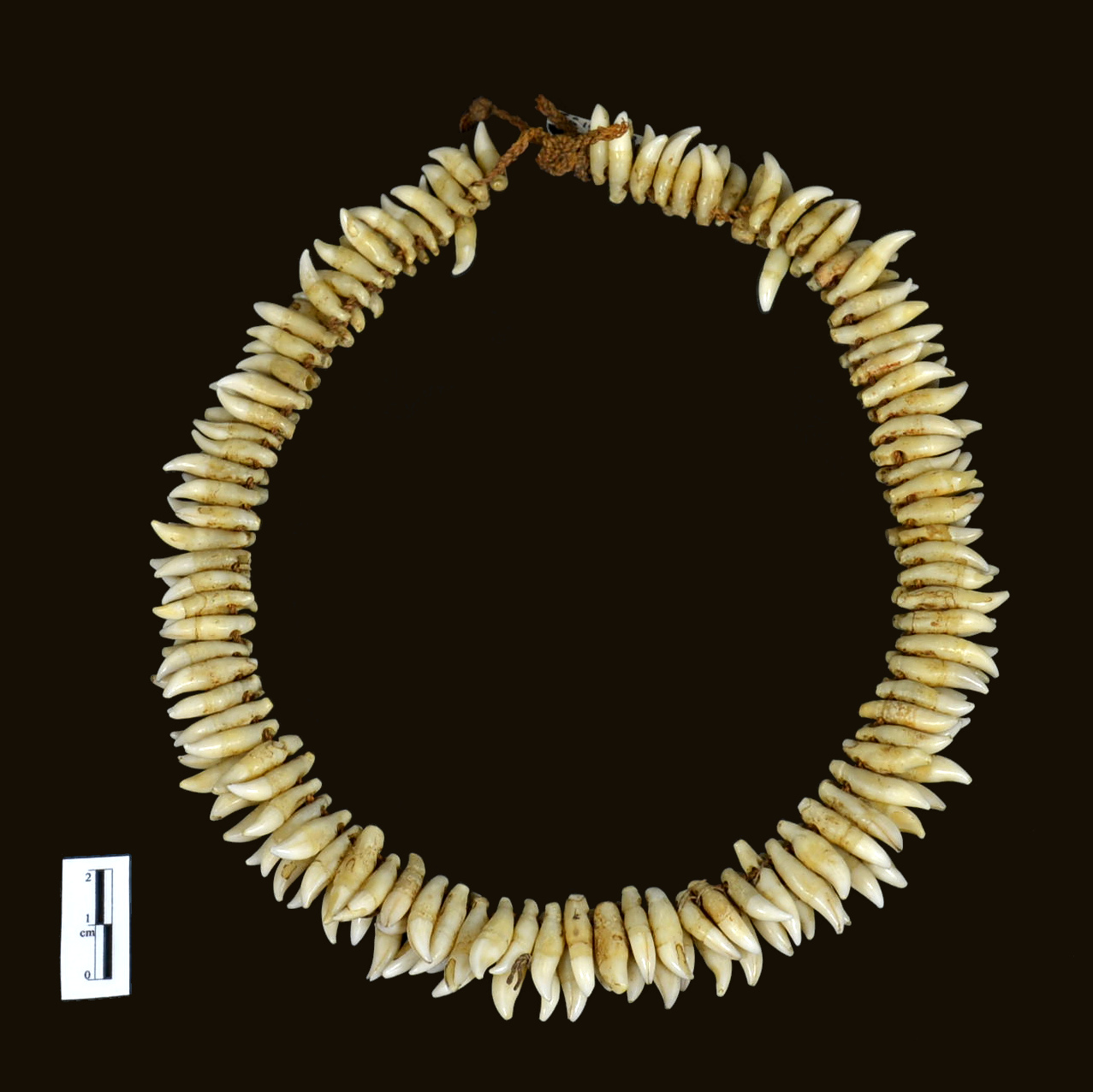
Collana canaca fatta di denti di tursìope.

Questa specie viene classificata come "a rischio minimo" (LC) dalla lista rossa IUCN perché è molto comune e ha un areale molto ampio. Tuttavia ci sono diversi pericoli che ne minacciano soprattutto le popolazioni locali. È inserita nella seconda categoria di specie della CITES.
Uno dei pericoli principali è la caccia: in Giappone e nelle Isole Fær Øer i tursiopi, insieme ad altre specie di delfini come le stenelle, sono oggetto di caccia per scopi alimentari o per la vendita ai delfinari. I delfini vengono accerchiati con delle barche e i pescatori sbattono sott'acqua delle barre d'acciaio allo scopo di creare una barriera sonora che spinge i tursiopi verso la spiaggia, dove vengono poi intrappolati per mezzo delle reti. Alcuni delfini vengono selezionati per la vendita ai delfinari, mentre gli altri vengono portati a riva dove vengono uccisi e inviati ai mercati alimentari. Anche in Italia, prima che la loro caccia fosse proibita, i tursiopi venivano uccisi per la preparazione del "musciame", un piatto costituito da filetti di delfino essiccati al sole. Oggi la carne del delfino è stata sostituita dalla ventresca del tonno. Ancora abbastanza comuni sono invece le catture accidentali.
Il numero dei tursiopi nel mar Nero è in diminuzione, così come nel Mediterraneo, sebbene essi rappresentino la specie di Cetacei più abbondante in quest'ultimo mare.
Le altre minacce sono in parte dovute alla pesca, che porta a una diminuzione del cibo disponibile per i tursiopi, e in parte ad altre attività umane, che causano inquinamento acustico e inquinamento dell'acqua, particolarmente dannoso per gli esemplari più giovani.

## Tursiopi ed esseri umani

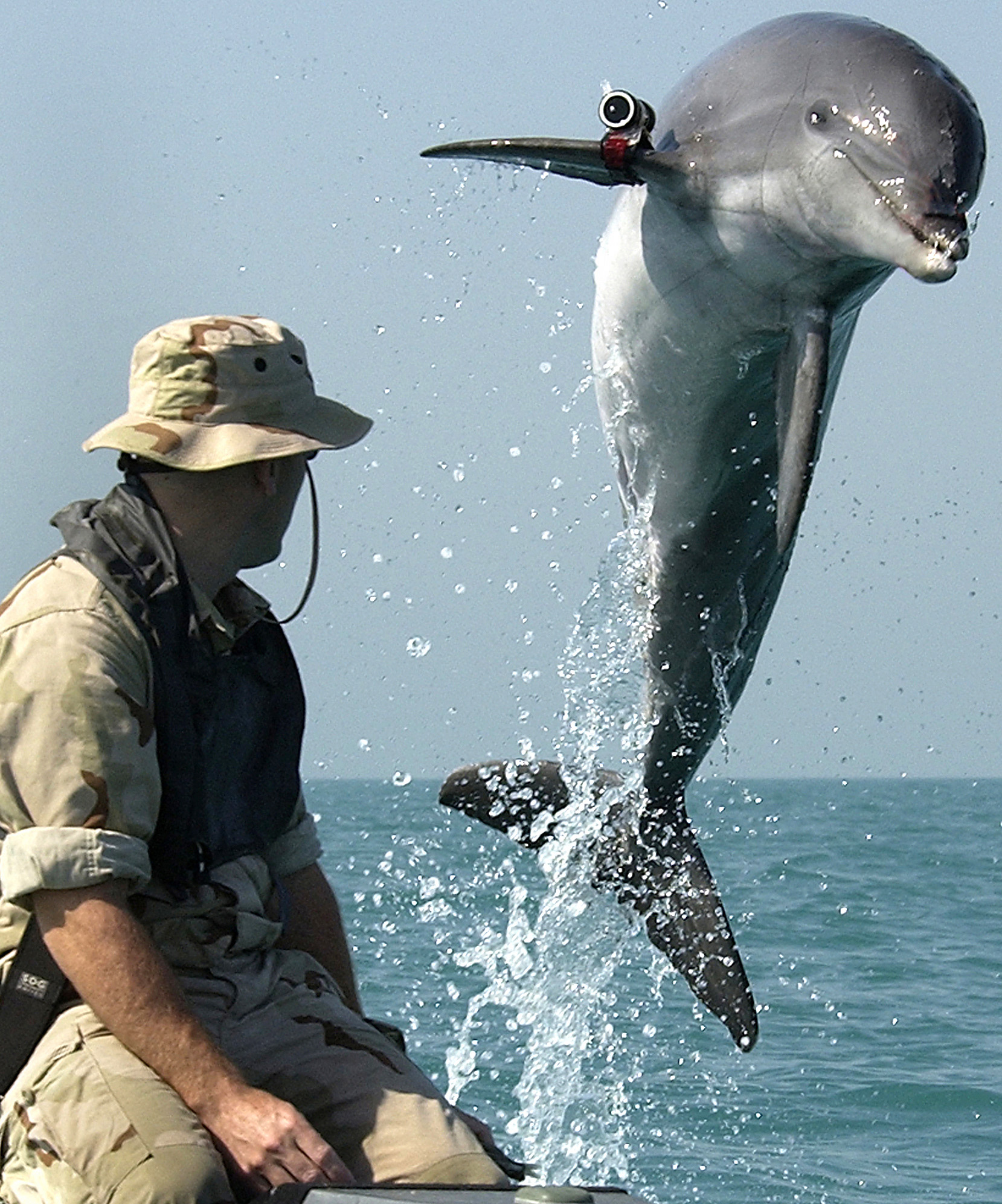
Tursiope impegnato in operazioni di sminamento. È visibile il localizzatore.

Il tursiope è il delfino più conosciuto e studiato; alcune abilità di questo animale sono state utilizzate dall'uomo per diversi scopi. Per esempio gli eserciti di Stati Uniti d'America e Unione Sovietica hanno addestrato negli anni sessanta tursiopi per ricercare mine e subacquei nemici meglio di qualunque sonar allora disponibile. Il programma di ricerca americano è stato l'U.S. Navy Marine Mammal Program, con sede a S. Diego, in California.
L'interazione diretta con i tursiopi è usata nella terapia di molti adulti e bambini portatori di handicap e molti ritengono che ciò abbia degli effetti altamente positivi, soprattutto nel trattamento della depressione o dell'autismo.
I tursiopi possono però anche essere dannosi, in particolare per i pescatori, di cui lacerano le reti per cibarsi dei pesci in esse intrappolati spesso rimanendo essi stessi impigliati o soffocati.

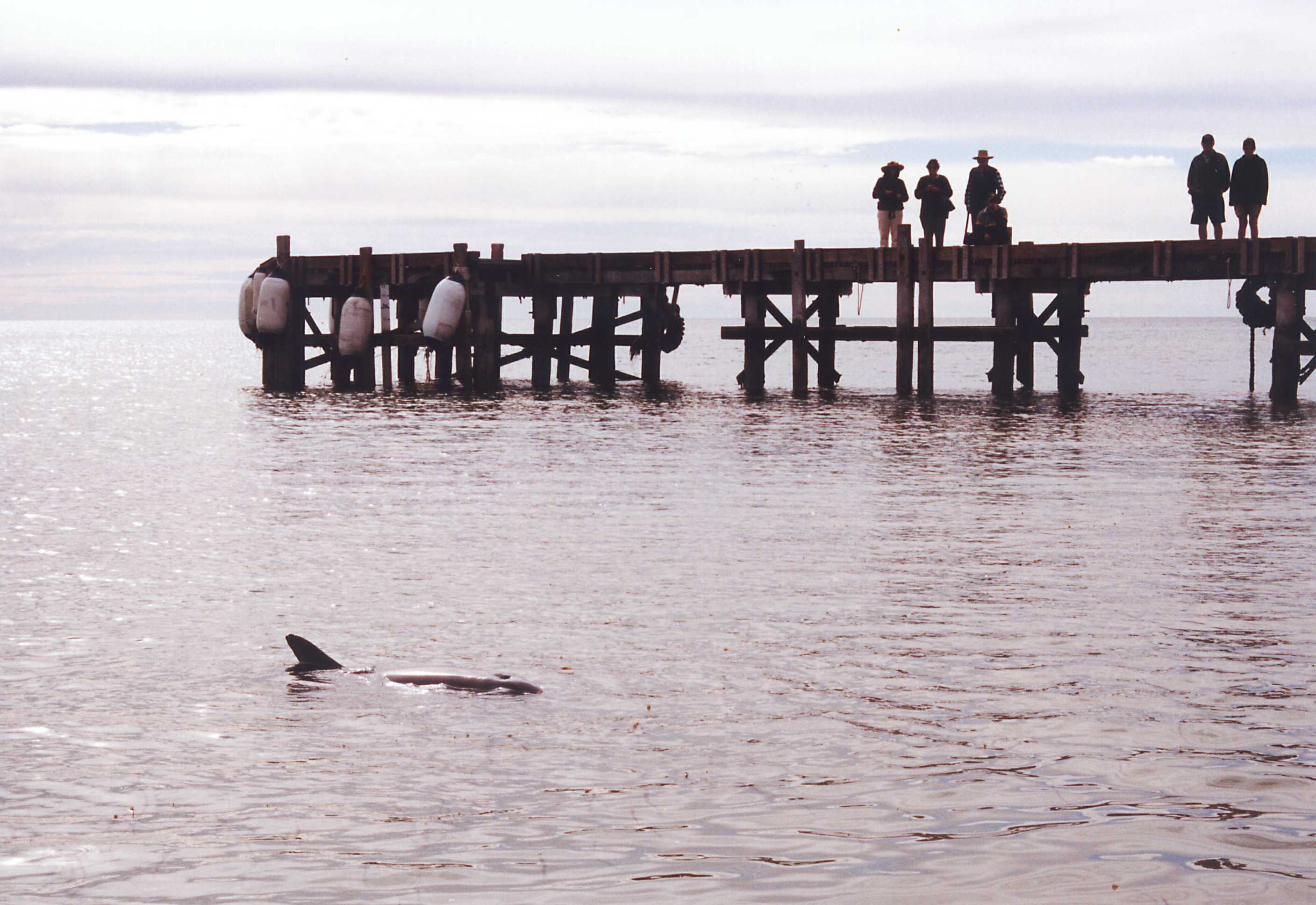
Delfini selvatici che si avvicinano alla costa per interagire con i turisti, Monkey Mia

### Il delfino Filippo
Filippo era un tursiope maschio che dal 1998 si era stabilito nel porto di Manfredonia, in Puglia. L'animale mostrava un comportamento amichevole verso gli uomini e allontanatosi dal suo branco iniziò a condurre una vita inconsueta per un delfino vivendo lontano dai suoi simili, vicino ed in compagnia dell'uomo. Filippo è stato oggetto di studi scientifici effettuati per meglio comprendere l'etologia di questi animali, infatti il suo comportamento anomalo è stato messo in relazione a quello degli altri tursiopi presenti in Mediterraneo. È stato trovato morto nell'agosto del 2004.

### Monkey Mia
In Australia a Monkey Mia nella Shark Bay un branco di tursiopi nuota fino alla riva per prendere il cibo dall'uomo e si lascia avvicinare molto facilmente. Anche questi tursiopi sono stati studiati, soprattutto dalla ricercatrice Rachel Smolker, che ha poi pubblicato il libro "Vita segreta dei delfini".